# St. Hippolyt (Ottmarsheim)

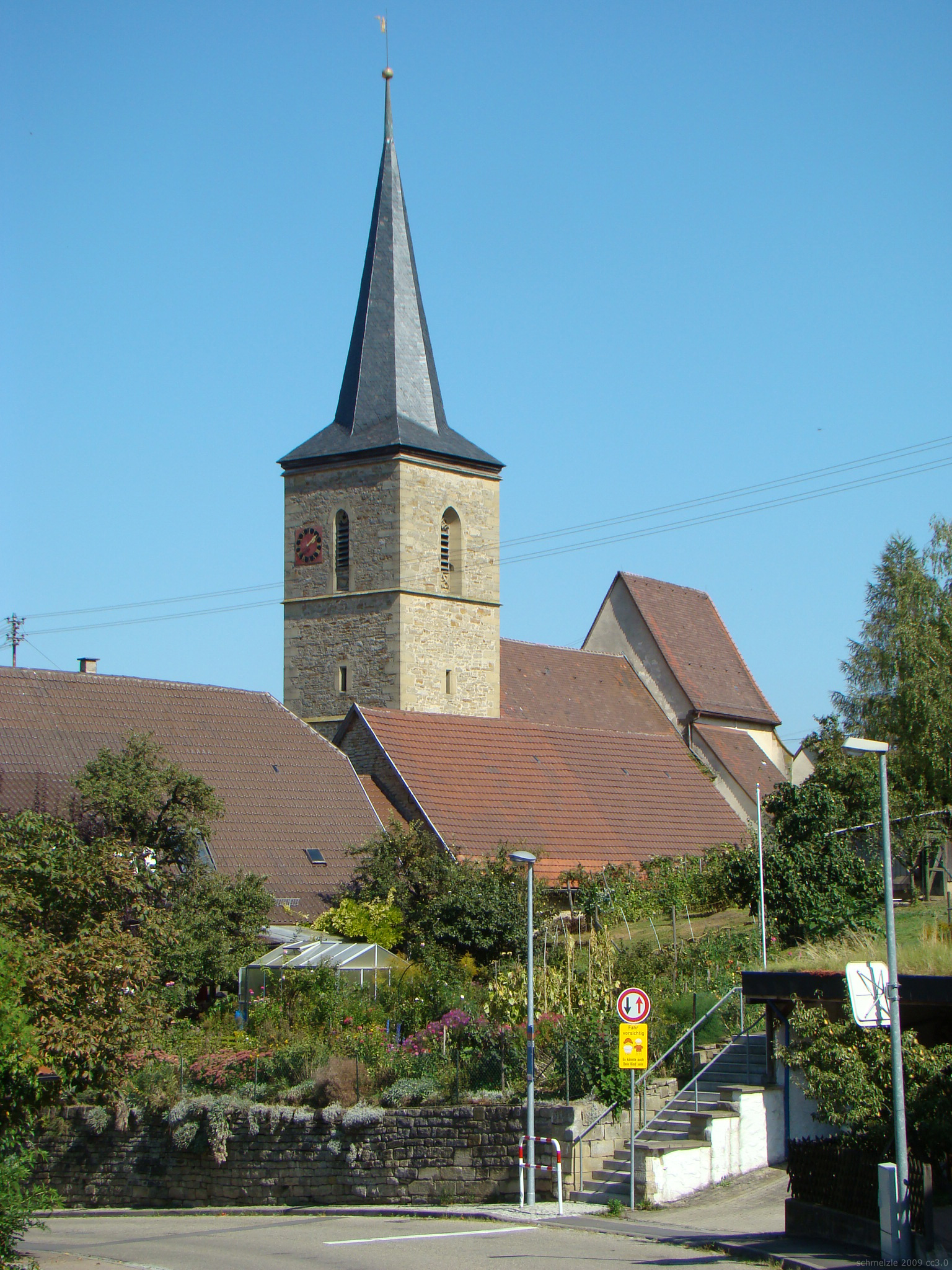
Pfarrkirche St. Hippolyt in Ottmarsheim

Die evangelische Pfarrkirche St. Hippolyt ist ein spätgotischer Kirchenbau in Ottmarsheim im Landkreis Ludwigsburg in Baden-Württemberg.

## Lage
Die Pfarrkirche St. Hippolyt liegt auf einer Anhöhe oberhalb der Ortsmitte von Ottmarsheim. Südlich der Kirche erstreckt sich ein ummauerter Friedhof, der einst nur durch den als Durchgang gestalteten Turmsockel der Kirche zu erreichen war. Eine steile Treppe nördlich der Kirche bildete einst den einzigen Zugang zu Kirche, Friedhof und dem auf dem ummauerten nördlichen Vorplatz befindlichen alten Schulhaus des Ortes. Die gesamte Anlage wirkt daher ausgeprägt wehrhaft, was der Kirche den Charakter einer Wehrkirche gibt.

## Geschichte

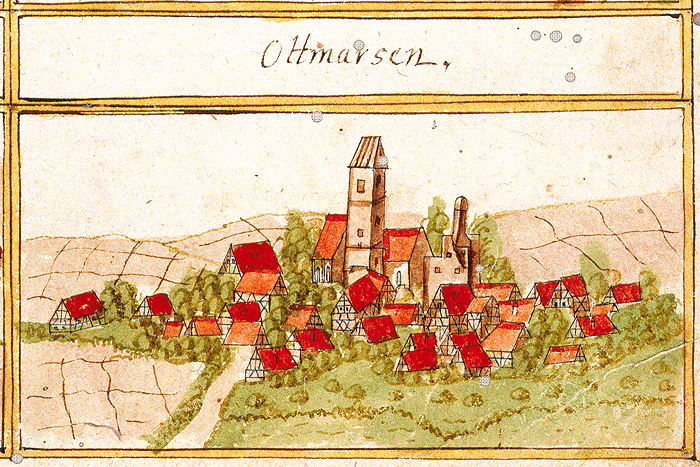
Ottmarsheim im Kieserschen Forstlagerbuch um 1685 mit der Kirche als bestimmendem Bauwerk

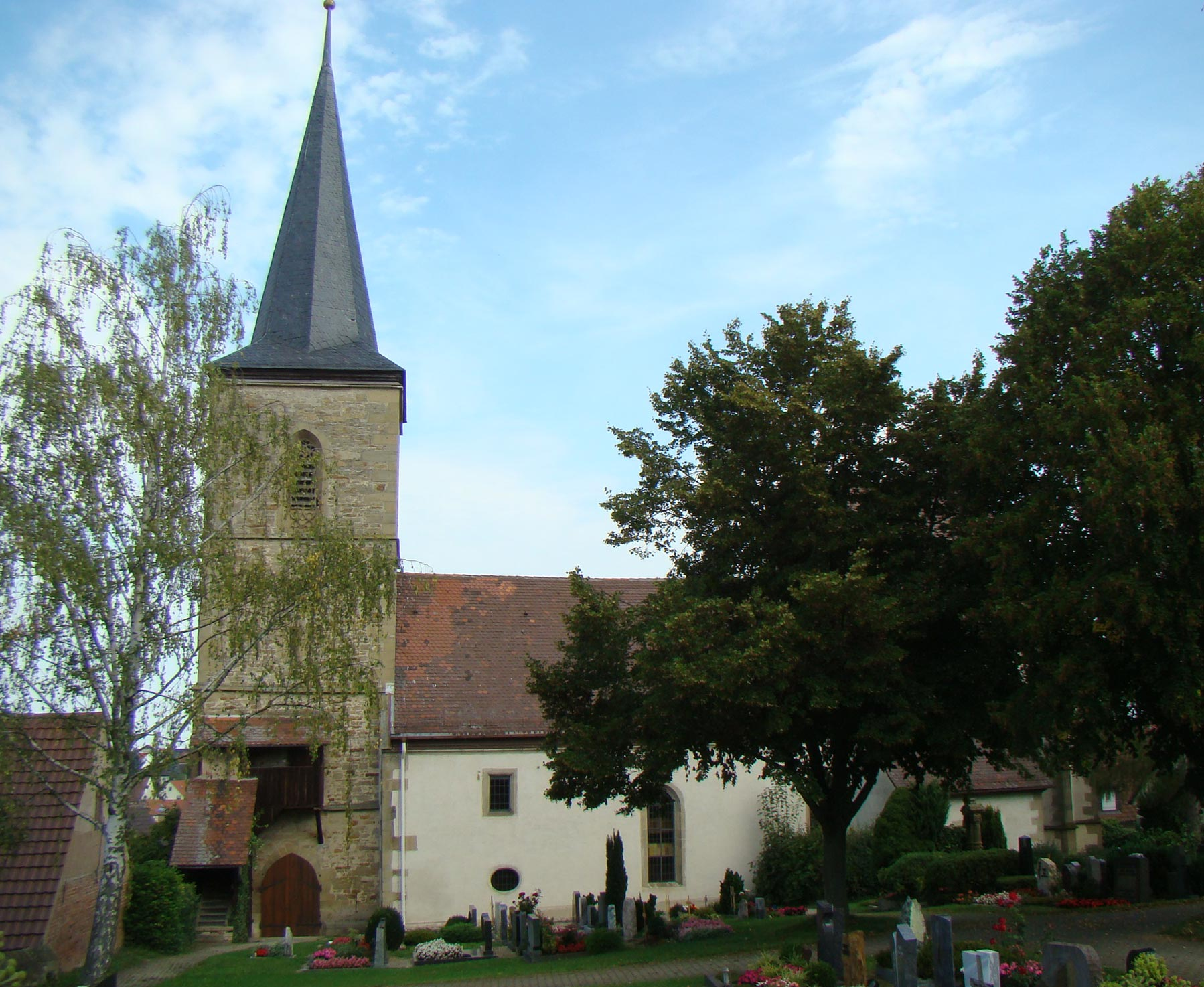
Südseite von Turm und Langhaus, vom Friedhof aus gesehen

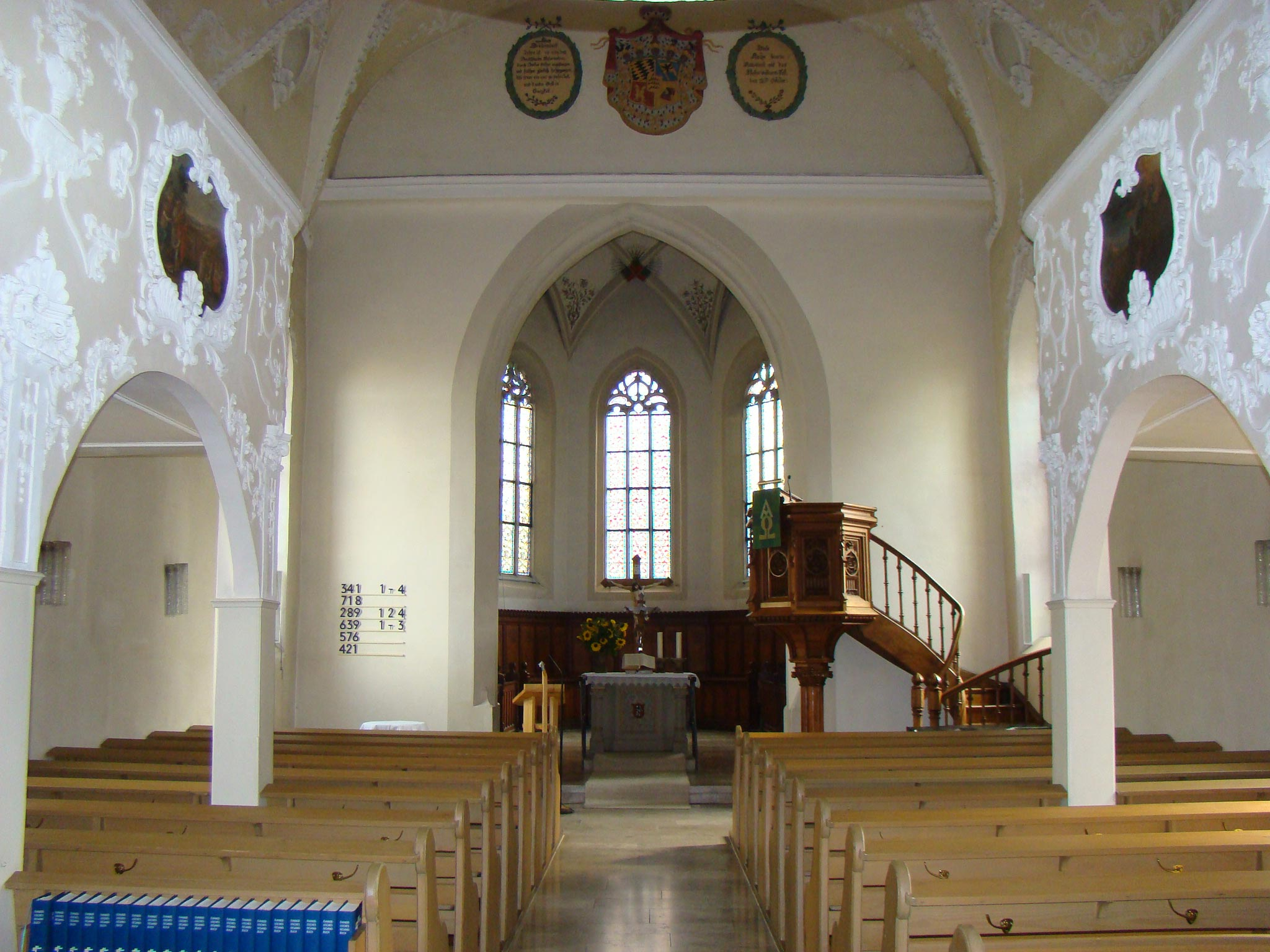
Blick zum Chor

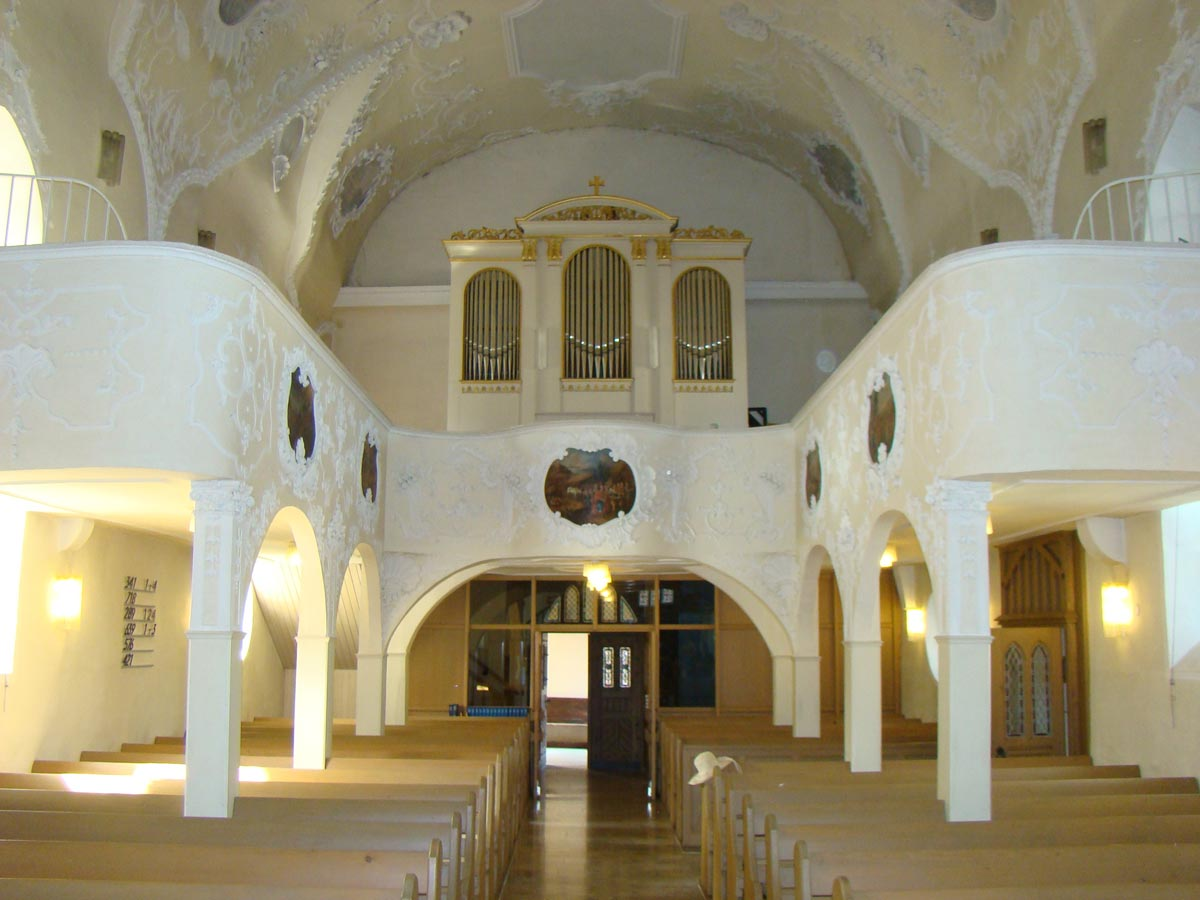
Blick zur Empore

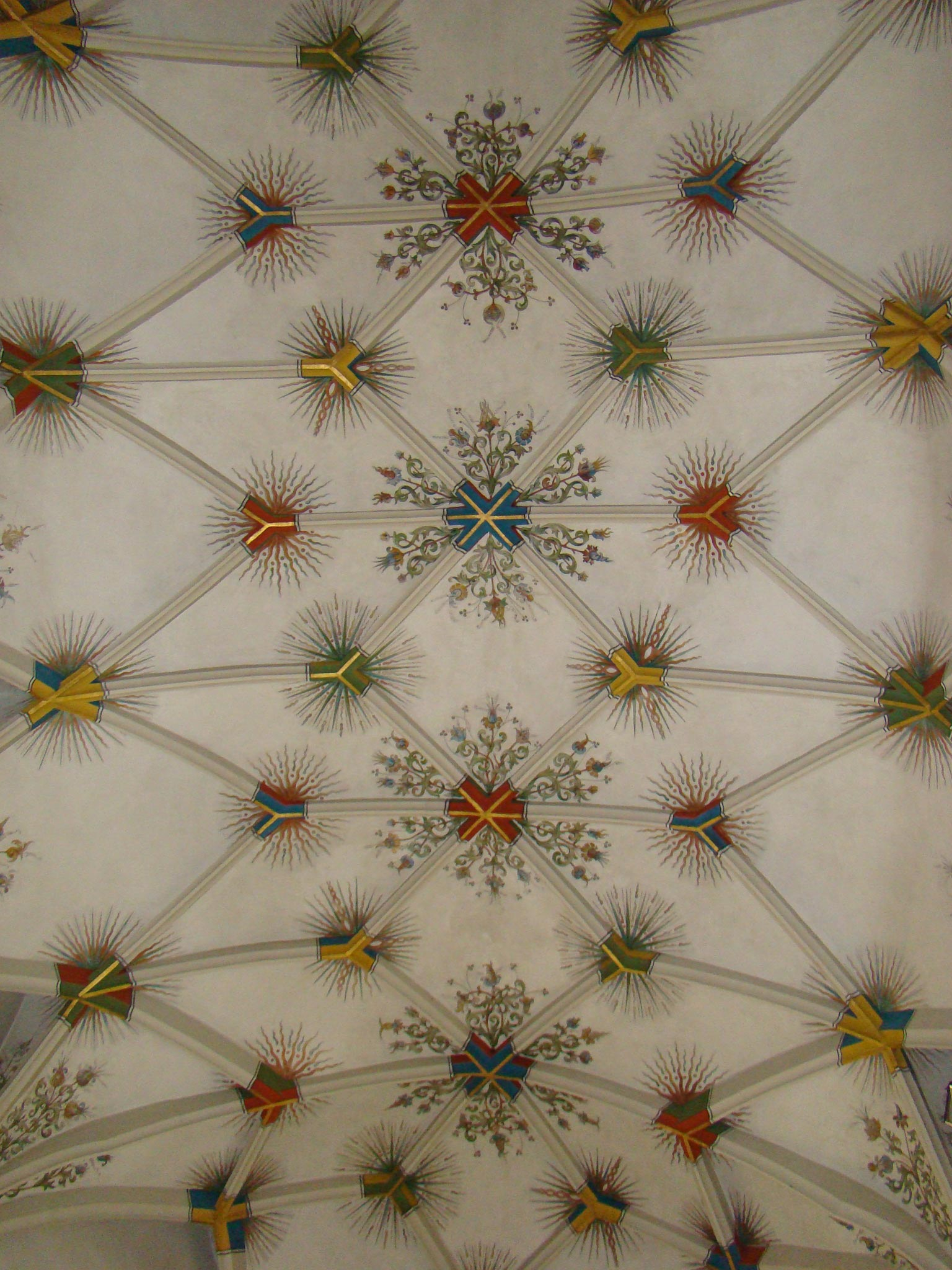
Netzgewölbe im Chor

Die Ursprünge der Ottmarsheimer Kirche liegen dokumentarisch im Dunkeln. Man nimmt an, dass auf der Anhöhe, auf der sich die Kirche befindet, ursprünglich eine hölzerne Kirche stand, die dann im Mittelalter sukzessive als Steinbau zu ihrer heutigen Gestalt erweitert wurde. Aus dem Patrozinium des Hippolyt von Rom schließt man, dass die erste Kirche bereits zur Zeit der ersten Erwähnung des Ortes im 8. Jahrhundert entstand. In einer Urkunde vom 12. Oktober 1244 wird ein plebanus in Ottmarsheim erwähnt, was man vorbehaltlich der nicht eindeutigen Übersetzungsmöglichkeit als erste Erwähnung eines Pfarrers deutet. Als älteste Bauteile der Kirche gelten der Turmsockel sowie die um 1400 entstandene Sakristei, auch das Kirchenschiff hat in seinem Grundriss bereits vor 1500 bestanden. In ihrer heutigen Form wurde die Kirche im Jahr 1502 im Wesentlichen vollendet. Aus diesem Jahr datiert eine Inschrift an der Nordwand des Turmdurchgangs. In dieser Zeit entstand wohl auch der Chor, dessen Dach das des Langhauses überragt und der vermutlich einen älteren kleineren Chor ersetzt hat.
1634 erfuhr der Turm eine bauliche Veränderung, da aus den Urkunden der Liebensteiner Geistlichen Verwaltung hervorgeht, dass ein Teil des Turms wegen Einsturzgefahr abgerissen und neu gedeckt wurde. Die Kriege des 17. Jahrhunderts hat die Kirche weitgehend unbeschadet überstanden. Zwar vermeldet die Beschreibung des Oberamts Marbach von 1866 die angebliche Zerstörung des Kirchenschiffs durch Brand in der Zeit der Franzoseneinfälle 1693, jedoch wurden gemäß der erhaltenen Unterlagen in den Jahren nach 1690 nur kleinere Reparaturen ausgeführt, so dass in der Oberamtsbeschreibung vermutlich eine Verwechslung mit dem tatsächlich 1693 von den Franzosen abgebrannten Pfarrhaus besteht, in dem alle alten Kirchenbücher verbrannt sind, während die Kirche wohl nur ausgeraubt wurde. Jedenfalls hat man nach der Zeit der Franzoseneinfälle nur ein neues Uhrwerk und ein neues Geläut beschafft.
Im 18. Jahrhundert benötigte das Langhaus einen neuen Dachstuhl, da die Balken des alten durchgefault waren. Anlässlich dieser großen Baumaßnahme beschloss man auch eine Renovierung des Kircheninneren, das dabei in den Jahren vor 1750 seinen heute den Inneneindruck prägenden Bauschmuck aus Stuck im Stil des Rokoko erhielt. Die Stuckarbeiten wurden vor allem von Johann Friedrich Paul aus Stuttgart und seinem Obergesellen Franz Carl Clostermayer aus Mannheim ausgeführt. Die heute noch sichtbaren Stuckelemente stammen im Wesentlichen von Paul, während Clostermayer eine heute nicht mehr vorhandene Kanzel schuf. Über dem Chorbogen ist noch die Auflage der einstigen Holzdecke zu erkennen, darüber das in Stuck gefertigte Wappen Herzog Eberhard Ludwigs. Wer die Stuckaturen ausgemalt hat, ist nicht in den Liebensteiner Rechnungsbüchern überliefert, vermutlich erfolgte die Ausmalung auf private Spenden hin. Bei der Renovierung um 1750 erhielt die Kirche auch neue Emporen. Die Brüstungsfelder hat Johann Daniel Haug ausgemalt, dessen Herkunft sich leider ebenso nicht mehr überliefert hat.
1845 wurde die heutige Orgel bei Eberhard Friedrich Walcker beschafft. Um 1880 wurden die Stuckarbeiten der Decke erneuert, da sie sehr schadhaft geworden waren. Die neue Decke entspricht von Form und Gestaltung der alten, lediglich die ehemals vorhandenen Deckengemälde wurden nicht mehr neu ausgeführt. Anlässlich dieser Renovierung wandte man sich auch an den bekannten Architekten Heinrich Dolmetsch mit der Bitte um Planung einer Generalrenovierung der Kirche. Dolmetsch hat zwar einen Plan zur neogotischen Umgestaltung erstellt, die Umsetzung scheiterte jedoch an den benötigten Geldmitteln, so dass sich der Rokoko-Schmuck der Kirche bis heute im Wesentlichen erhalten hat, während 1902 lediglich der Chor in Teilen nach Dolmetschs Plänen umgestaltet wurde, wobei die Rokoko-Kanzel und die Chorempore verloren gingen.
1934/35 wurde die Kirche nochmals renoviert, dabei wurden der Stuck ausgebessert und die Gemälde an der Empore gereinigt.

## Beschreibung
Die Pfarrkirche St. Hippolyt ist eine einschiffige, mit ihrem Chor nach Osten ausgerichtete Kirche. Der Zugang zur Kirche erfolgt durch das Sockelgeschoss des im Westen angebauten, als Durchgang vom nördlichen Vorplatz zum südlich liegenden Friedhof gestalteten Turms. Der Turm steht nicht exakt parallel zu den Langhauswänden, sondern ist um ein paar Grad gedreht. Als Ursache vermutet man die geologischen Beschaffenheiten des Untergrunds. Südlich an den Chor ist die alte Sakristei angebaut, deren Gewölbe auffällige Fratzenkonsolen aufweist. Die Decke des Langhauses ist von einer Rokoko-Stuckdecke überspannt, der wesentlich höhere Chor weist ein spätgotisches Netzgewölbe und Maßwerkfenster auf. Auch der Turmdurchgang ist von einem spätgotischen Gewölbe überspannt.
Im Westen des Langhauses ist eine dreiseitig umlaufende Empore eingezogen, auf ihr befindet sich an der Stirnseite die Orgel. Die von Johann Daniel Haug ausgemalten Brüstungsfelder zeigen Moses beim Empfang der Gesetzestafeln, das Jüngste Gericht, den Mannasegen, die Speisung der 5000 und die Einholung der Bundeslade.

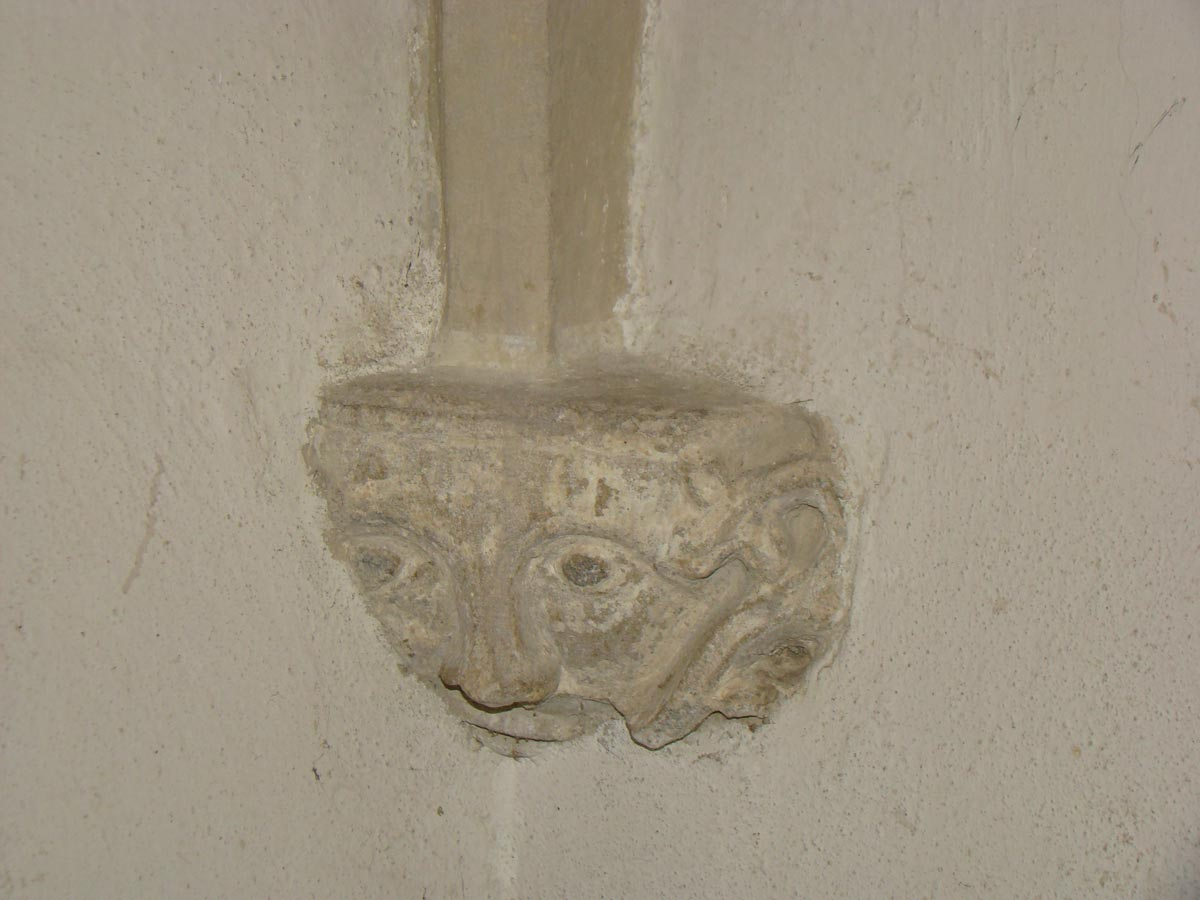
Fratzenkonsole des Sakristei-Gewölbes
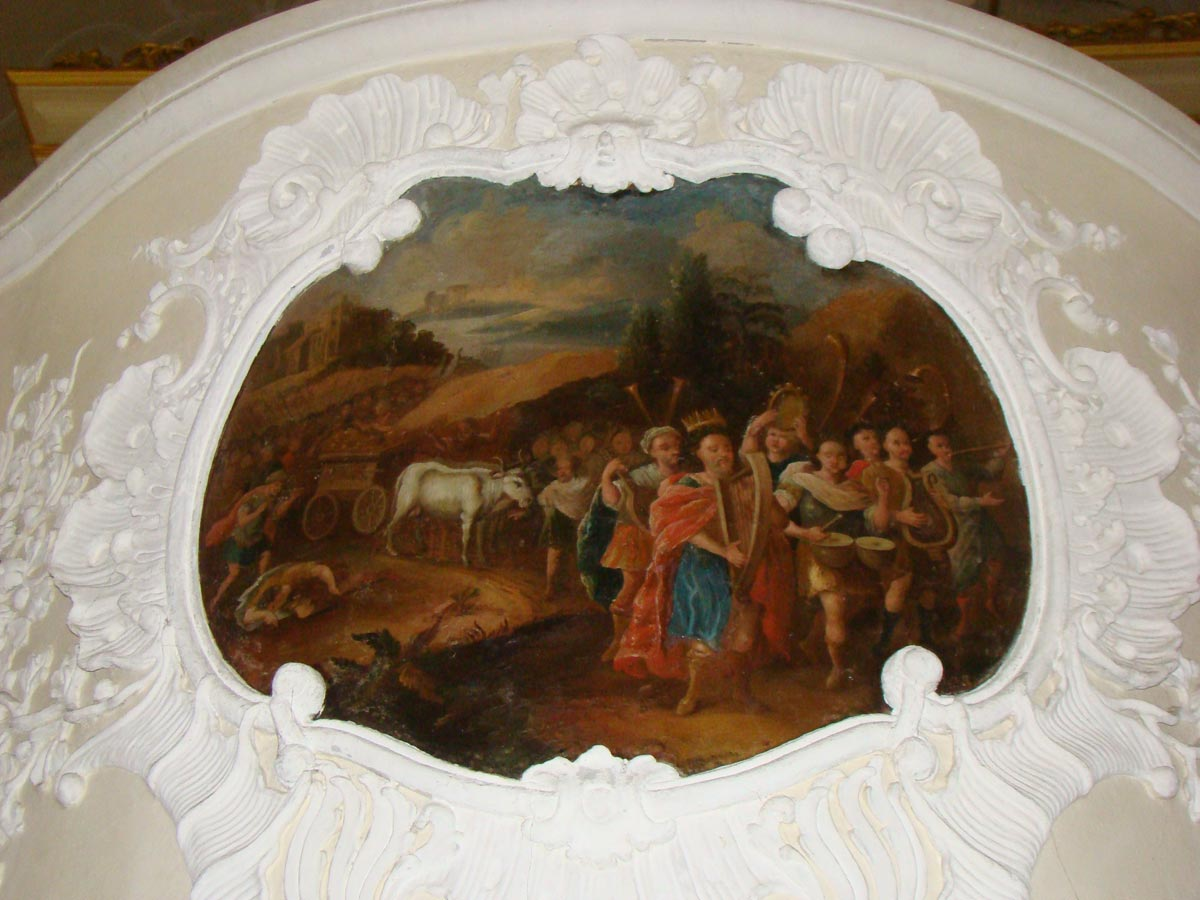
Emporenbrüstung, Einholung der Bundeslade
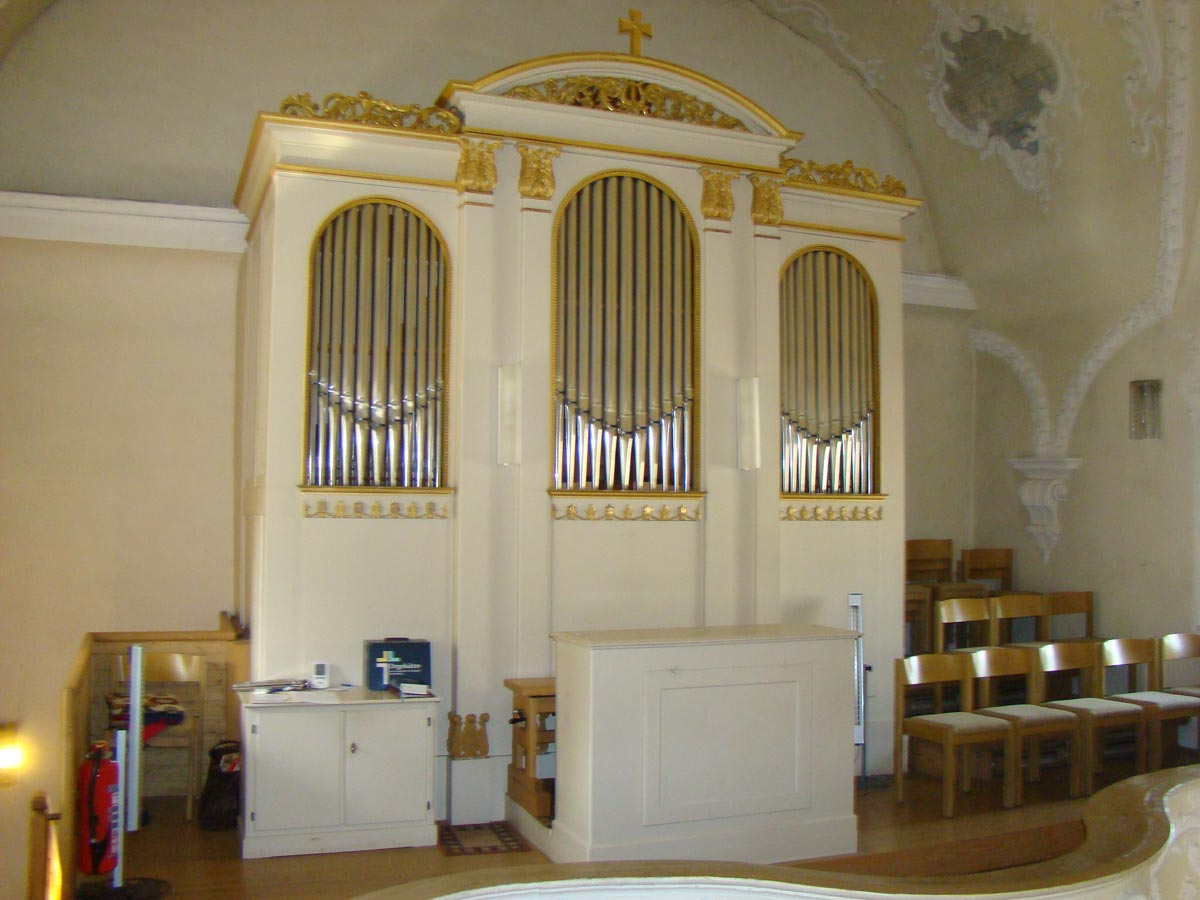
Walcker-Orgel